# Filighera
Filighera (lombardul: Frighera) település Olaszországban, Lombardia régióban, Pavia megyében. Lakosainak száma 824 fő (2023. január 1.). Filighera Albuzzano, Copiano, Corteolona e Genzone, Vistarino és Belgioioso községekkel határos.

## Népesség
A település lakossága az elmúlt években az alábbi módon változott:
| Lakosok száma | 855  | 825  | 824  |
|               | 2017 | 2018 | 2023 |